# 枠 (多面体)
初等幾何学において枠 (Vertices) とは、非凸多胞体（星型多角形、星型多面体など）の頂点をつないだときにできる図形であり、その多胞体が入る最小の体積の凸多胞体のことをいう。
正複合多面体の枠は、正多面体、準正多面体になる。星型正多面体の場合も同様である。ダ・ヴィンチの星の枠は、もとの正多面体と双対の関係にある多面体になる。また、星型の枠は元の立体の双対の関係にあるどちらかになることが多い。